# Пуэбло (стиль)
Пуэбло (англ. Pueblo Revival style) — региональный архитектурный стиль на Юго-западе США, который почерпнул вдохновение у жителей пуэбло и испанских колонистов в Нью-Мексико. Стиль сложился в начале XX века, достиг пика популярности в 1920-х и 1930-х годах и всё ещё используется в строительстве новых зданий. Стиль пуэбло распространён в штате Нью-Мексико.

## Особенности
Стиль пуэбло имитирует внешний вид традиционных саманных домов индейцев пуэбло, используя также иные материалы: кирпичи, бетон. Дом строят с закруглёнными углами, неровными парапетами, плоской крышей, толстыми наклонными стенами, часто оштукатуренными и окрашенными в коричневые тона. Многоэтажные здания конструируются ступенчато, подобно Таос-Пуэбло. Используются деревянные балки или виги, которые редко имеют практическую функцию, «кронштейны», ветки или деревянные рейки укладываются поперёк вигов для создания основы крыши, скрепляемой грязью или глиной.

## История
В 1890-е годы архитектор А. Ц. Швайнфурт включил элементы пуэбло в ряд своих построек в Калифорнии. Дом Мэри Элизабет Джейн Коллтер Хопи-Хаус (1904) в национальном парке Гранд-Каньон многое взял от стиля пуэбло. В 1908 году архитектор Исаак Рапп взял в качестве примера церковь Сан-Эстеван-дель-Рей для строительства своего склада в Морли, штат Колорадо.
В Нью-Мексико первым зданием в стиле пуэбло был университет Нью-Мексико в Альбукерке, чьему выбору последовали практически все последующие университетские заведения.
В Санта-Фе стиль пользовался популярностью в 1920-х и 1930-х годах среди художников и архитекторов, стремящихся создать уникальный региональный колорит. В 1957 году комитет установил правила застройки исторической области, предписывающие новые здания возводить в «стиле старого Санта Фе», которые включает пуэбло, пуэбло-испанский или испано-индейский и территориальный стили. Данное постановление действует по сей день.

## Примеры зданий

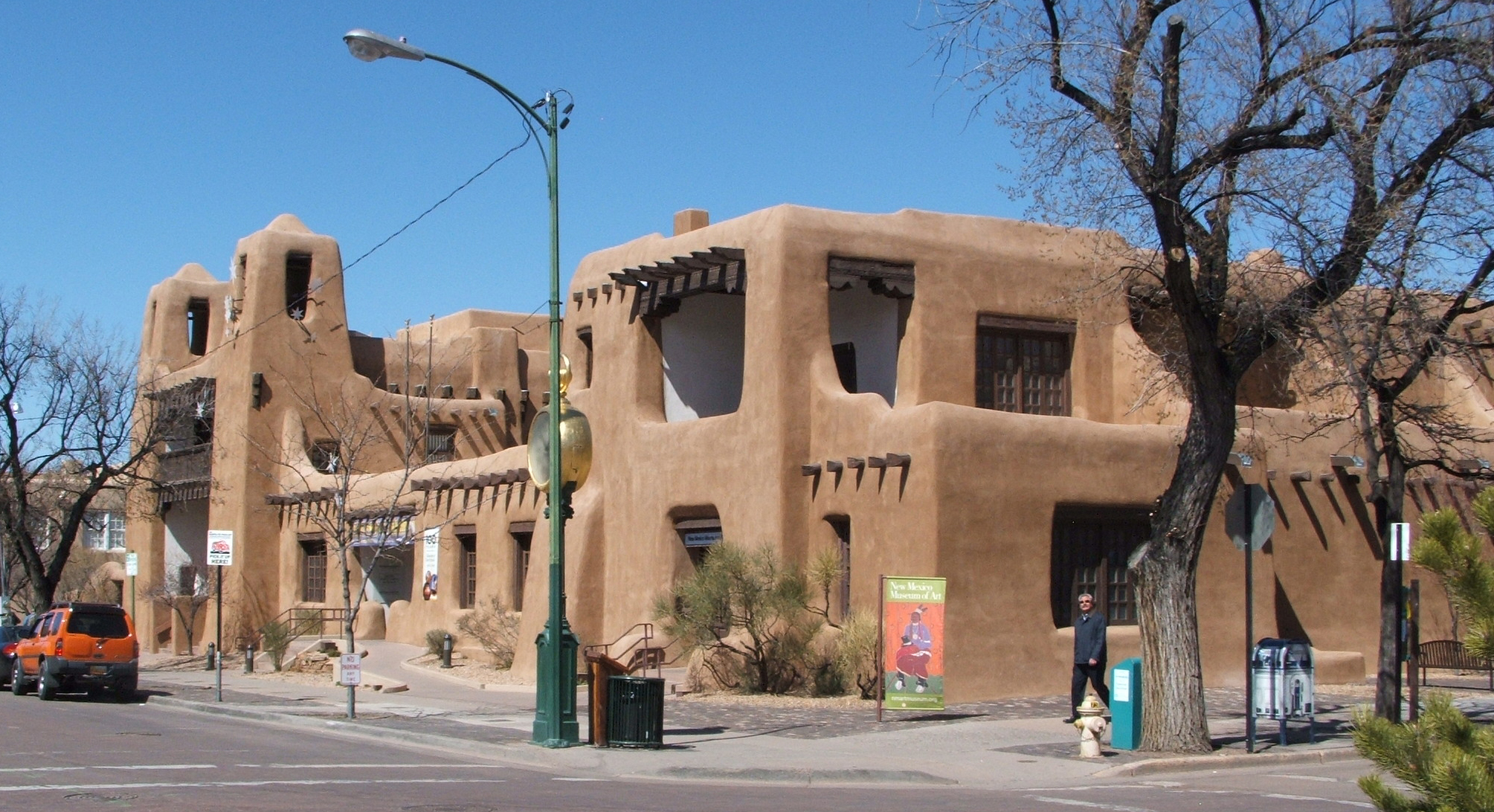
Художественный музей Нью-Мексико, Санта-Фе (1917)
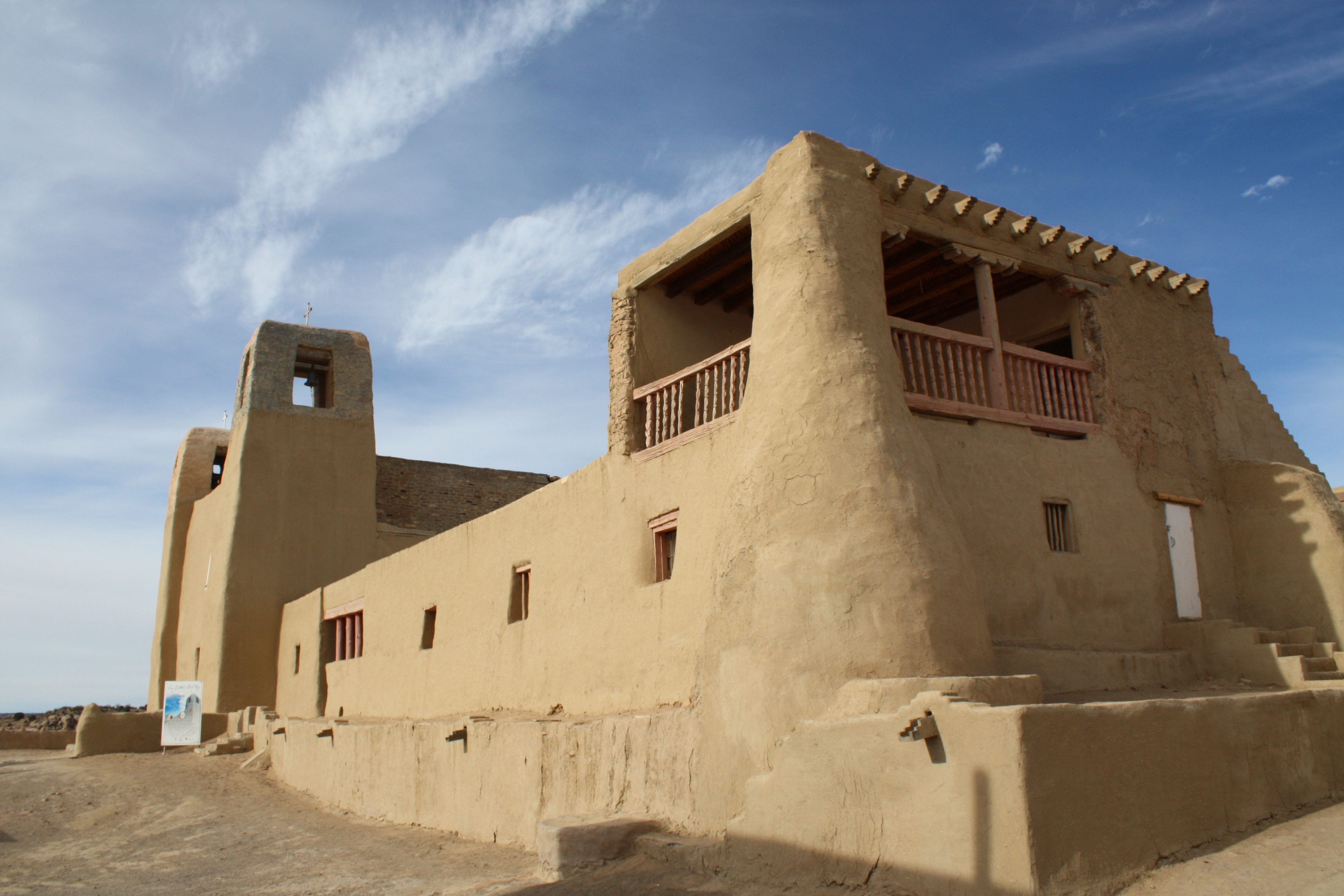
церковь Сан-Эстеван-дель-Рей, Нью-Мексико
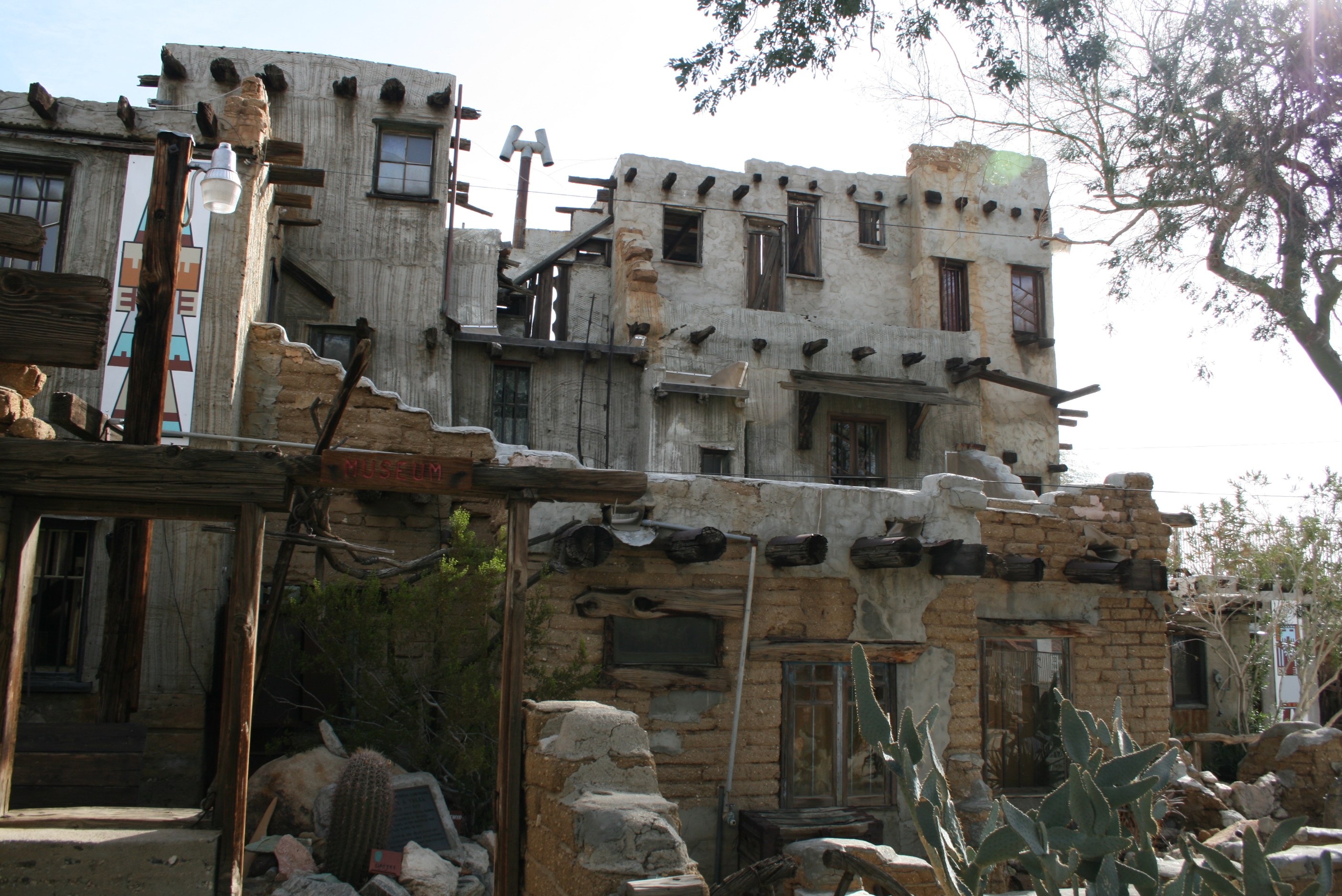
Музей Кабо-пуэбло, Дезерт-Хот-Спрингс
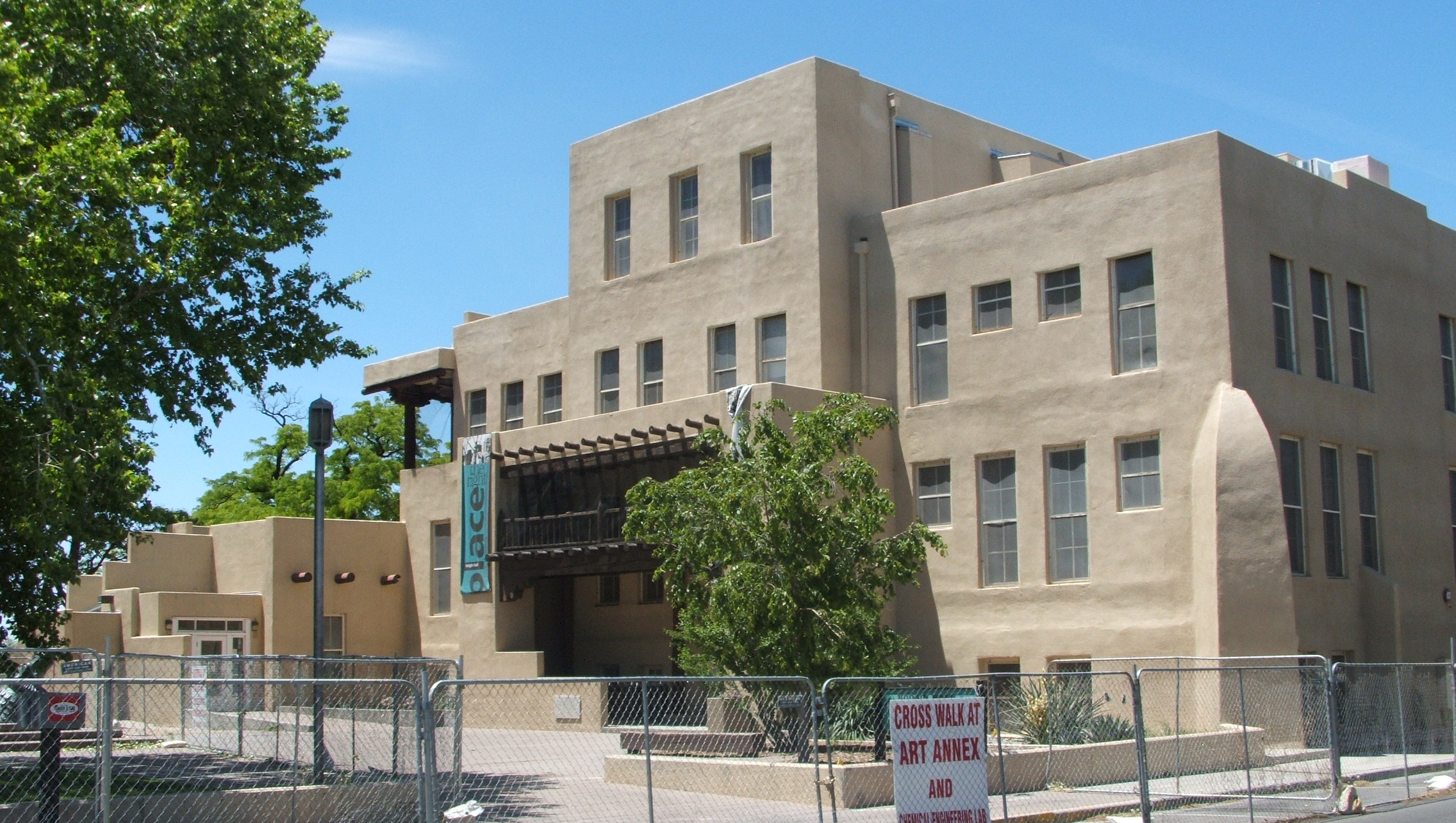
Университет Нью-Мексико
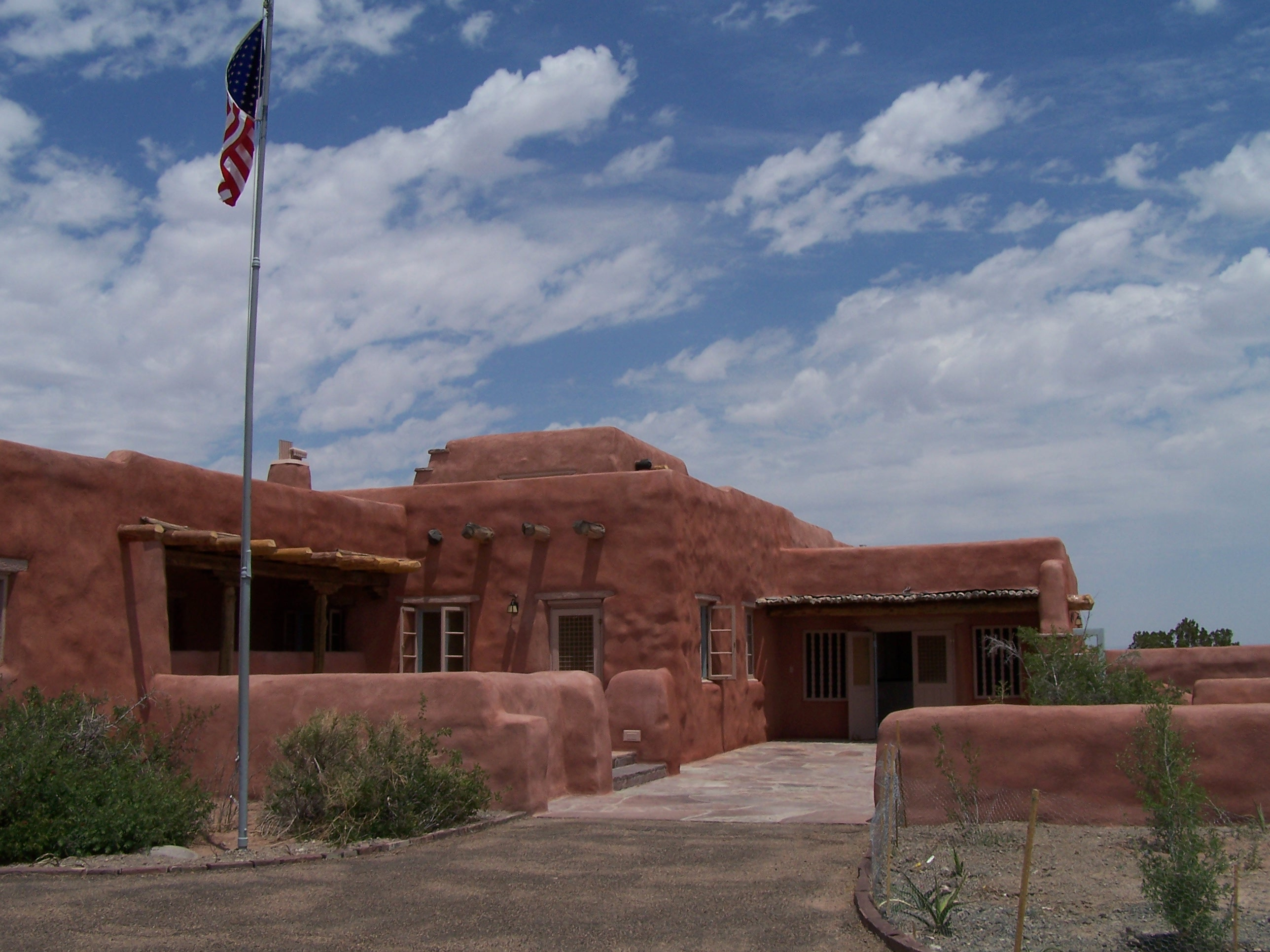
Пэйнтид-Дезерт-Инн - Национальный исторический памятник Аризоны
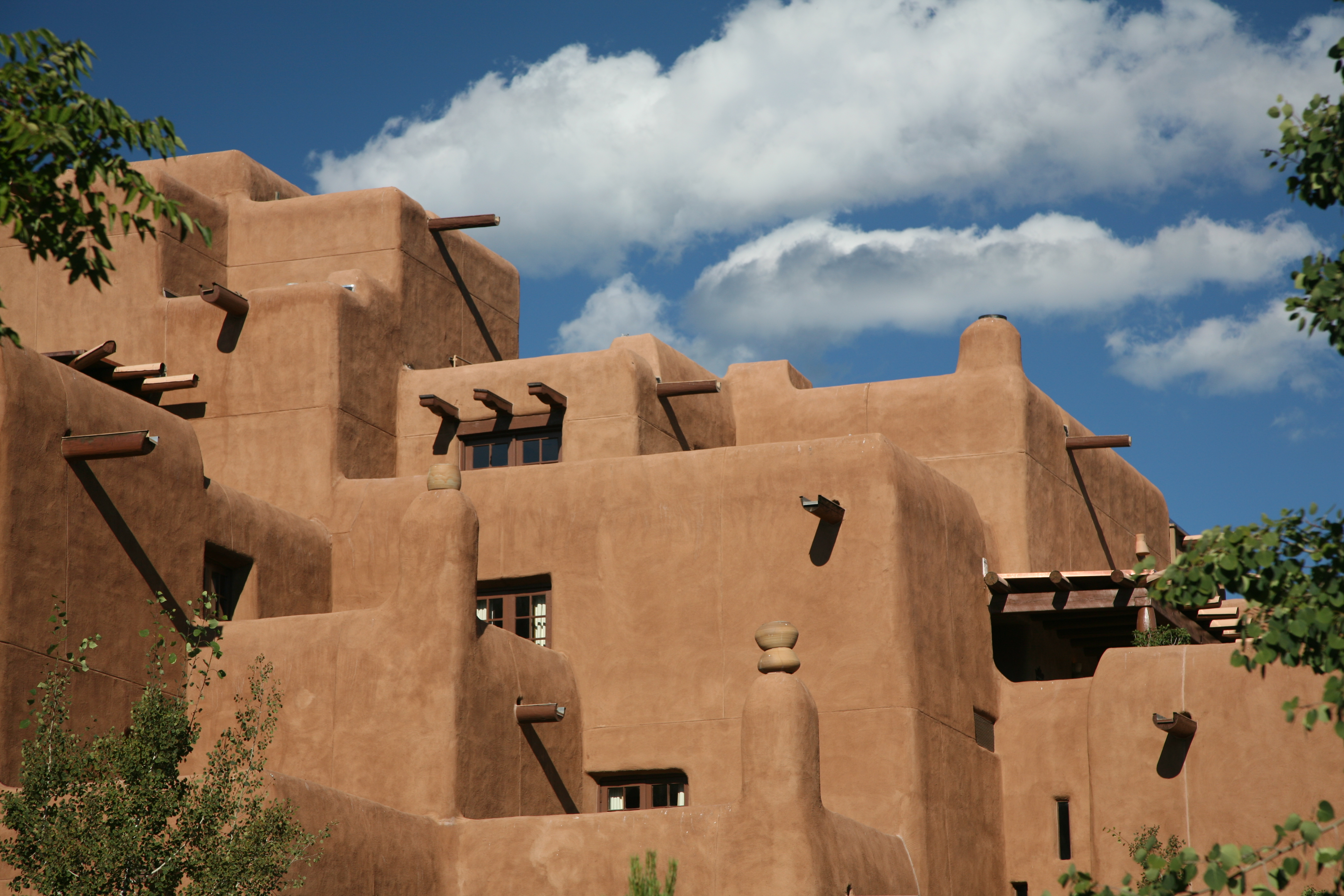
Пример архитектуры в Нью-Мексико